# Enrera mexicana
Enrera mexicana is een insect uit de familie van de mierenleeuwen (Myrmeleontidae), die tot de orde netvleugeligen (Neuroptera) behoort. 
Enrera mexicana is voor het eerst wetenschappelijk beschreven door Navás in 1915.